# パレンシア
パレンシア（Palencia）は、スペインカスティーリャ・イ・レオン州パレンシア県のムニシピオ（基礎自治体）。パレンシア県の県都である。

## 地理

### 人口
| パレンシアの人口推移 1900－2010                         |
|                                                         |
| 出典:INE（スペイン国立統計局）1900年 - 1991年、1996年 - |

### 気候

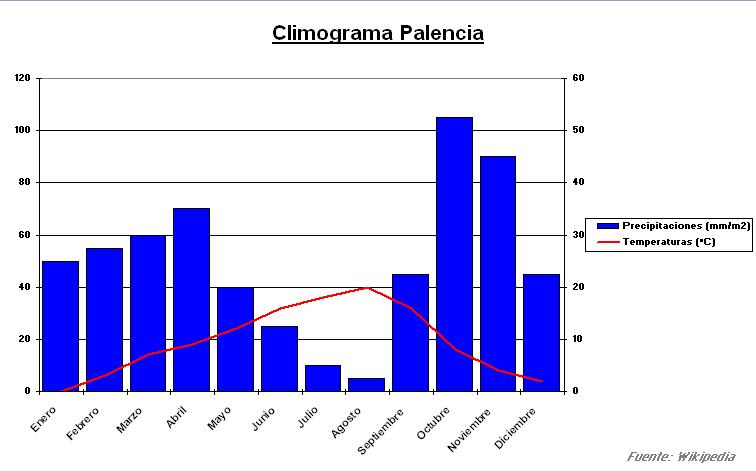
2007年の気候表

ほぼ全ての海洋の影響から隔絶していることから、内陸性気候が特徴である。カスティーリャ・レオン州西部はカンタブリア海が近いが、海からやってくる雲は山脈に当たってしまう。パレンシアはスペインの県都の中で気温が低い方に入る。
パレンシアは気温変動の幅が大きい。1月の平均気温が3.3℃なのに対し、7月の平均気温は21℃である。最低気温が氷点下から日中14℃まで上がった記録もある。冬期の2、3ヶ月は氷結が見られる。夏に気温40℃以上となることは滅多にない。
年間の降雨量は414mmほどで、春と秋に雨が多く夏に少ない。年間平均85日が晴天日である。
| 月                         | 1月 | 2月 | 3月 | 4月 | 5月 | 6月 | 7月 | 8月  | 9月 | 10月 | 11月 | 12月 | 年   |
| -------------------------- | --- | --- | --- | --- | --- | --- | --- | ---- | --- | ---- | ---- | ---- | ---- |
| 平均気温(°C)               | 3,3 | 5   | 7,5 | 9,5 | 14  | 20  | 21  | 20,5 | 17  | 13   | 7,6  | 4,4  | 11,9 |
| 降雨量 (mm)                | 39  | 28  | 33  | 40  | 39  | 11  | 6   | 23   | 43  | 80   | 42   | 32   | 420  |
| Fuente: Wikipedia y Aemet. |     |     |     |     |     |     |     |      |     |      |      |      |      |

## 歴史

### ローマ時代

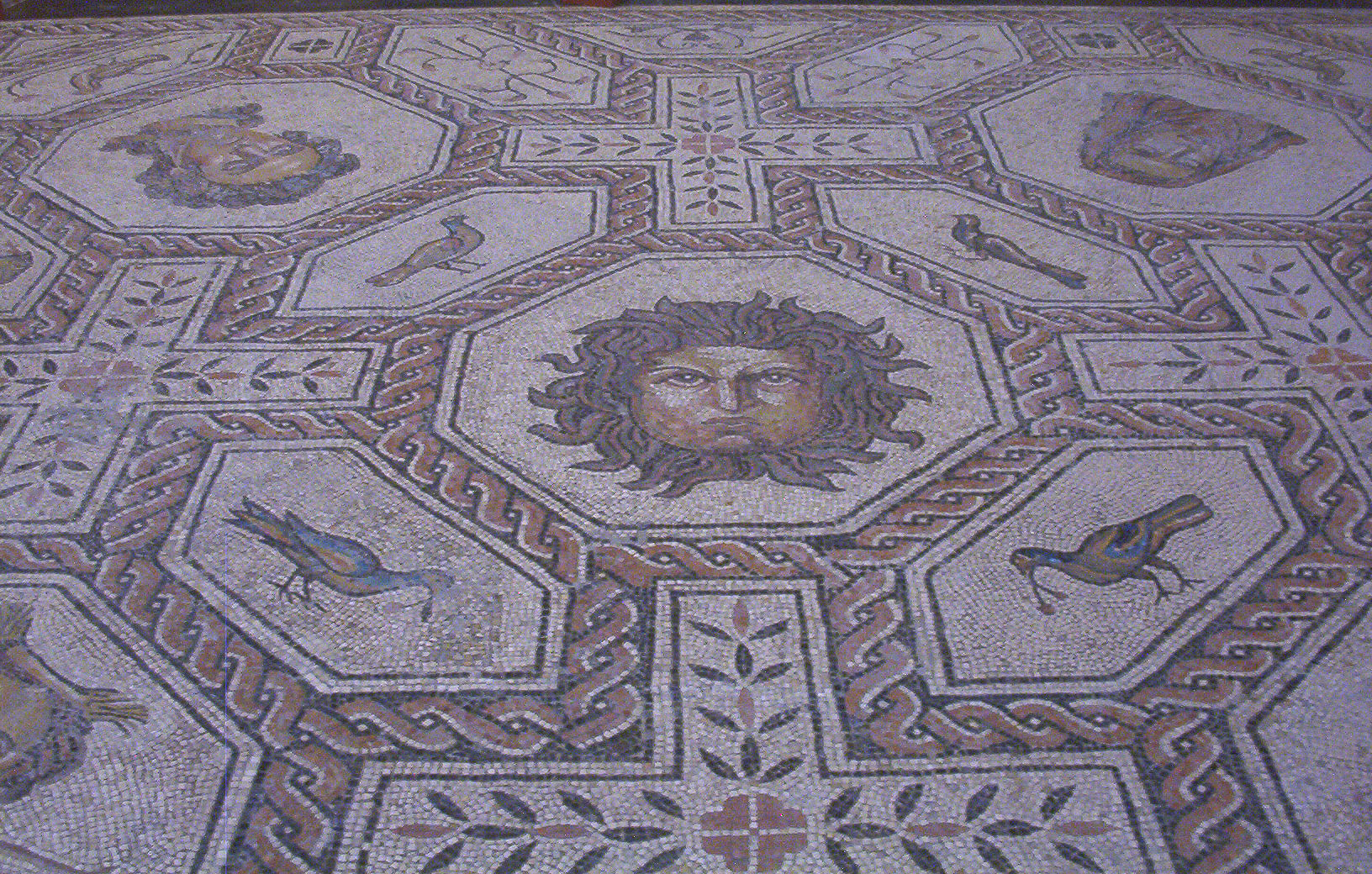
パレンシアから出土した、2世紀のローマ時代のモザイク。メドゥーサを表している。現在はマドリードの国立考古学博物館蔵

要塞化されたケルティベリア人の定住地は、ストラボンやプトレマイオス（ii. 6. § 50）、ローマ人らによってパランティア（Pallantia、(Παλλαντία)）と翻訳された。Palaとは明らかにケルト語から発生した言葉で、平野または平地を意味する。ストラボンは誤ってアレウァシ族（en）の名を割り当てたが、パランティアはウァカエイ族（北ヒスパニア・メセタにいたケルティベリア人の一部族）の主要な町だった。都市は紀元前2世紀に服従するよう飢餓に追い込まれた。そしてクルニア（en）の司法権の管轄内であるローマ属州ヒスパニア・タラコネンシスに併合された。小さなローマの駐屯地都市は活発な鋳造所であったが、周辺のローマ領の後期古代にできたローマ人別荘（en）と比較するとそれは些細なことにすぎなかった。考古学者たちはラ・オルメダと、モザイク床要素が特に洗練されていたキンタニラ・デ・ラ・クエサでローマ人別荘遺跡を開けた。15世紀ガリシアの年代記作家イダティウスは、西ゴート族の対スエビ族戦争でパレンシアはほとんど破壊されたと述べた（457年）。西ゴート王テオドリック2世の治世が終わった時、権力の集中はさらに東のアクイタニアにあった。西ゴートが領土を征服すると、ゴート族の耕作地（Campos Góticos）が設置された、田舎にあるローマ人別荘を彼らも維持した。

### パレンシア司教座
3世紀かそれより早くに、カトリックのパレンシア司教座が設置された。司教は3世紀にアストルガ司教バシリデスを免職させるため集まったとされる。影響力ある西ゴート族が到来し、アリウス派を国教とした。反対の立場であるカトリック教徒たちはパレンシア司教座で議論した。アビラ司教プリシリアンの修行の噂はガリシアから発して、アリウス派の西ゴート族が治めるティエラ・デ・カンポスへ広まった。マウリラはパレンシアでレオビギルド王によってアリウス派司教に任命され、587年に行われたレカレード王のカトリック改宗に従った。589年に彼は第三回トレド公会議を補佐した。聖イルデフォンススの伝記作家コナンティウス司教は、トレドにおける宗教会議と会議を補佐し、音楽を作曲した。彼はさらに30年以上司教座を支配し、弟子である聖ブラガのフルクトゥオススを持った。

### イスラム支配下
8世紀初頭にムーア人が到来し、抵抗活動は小さな城壁の町を治める司教をまじえて粉砕された。そして聖職者の暮らした要塞化された別荘にはイスラム教徒の君侯が入った。協調した抵抗運動は効果がないように見えた。パレンシアは取るに足らない都市となった。ムーア人の作家は、ウマイヤ朝に宛てて、『かつての県の区分において、パレンシアは一度国境都市の場所があっただけだ』と書いた。パレンシア司教座は名目上のものとなった。司教座の一帯を921年に継承したのはビリャフルエラ伯であった。しかし真のキリスト教の復活者はナバラ王サンチョ3世であった。パレンシアでエル・シッドは1074年に妻ヒメーナと結婚した。

### 復活した司教座
復活した司教座の最初の司教は、ベルナルドであったと言われている（1035年）。彼にサンチョ3世は、複数の城とわずかな修道院のある都市と土地に、付随した封建制指導権を授けた。ベルナルドはフランスかナバラ出身であると考えられており、パレンシア守護聖人・聖アントリン（パミエのアントニヌス）の納骨堂上に大聖堂を再建するという行為に身を捧げた。聖アントリンは、パレンシアでただ一人敬慕され、9月には祭りが行われている。300年後に大聖堂が再建された。第一の宝物は聖アントリンの遺体で、かつてはアクイタニアで深く敬われ、パレンシアへもたらされた。
カスティーリャ王アルフォンソ6世は、ベルナルド司教の後継であるライムンド、アジャンのペドロらに多くの特権を贈った。ペドロはトレド大司教ベルナルド・デ・セディラクが連れてきた者だった。カスティーリャ女王ウラカの支持者であったため、彼はアラゴン王アルフォンソ1世によって投獄された。1113年、州議会が、時代の混乱を押さえたベルナルド大司教によってパレンシアで催された。1212年のナバス・デ・トロサの戦いでは司教テリョが参加し、その勝利によってパレンシアは城上部に十字架を紋章として飾る権利を勝ち取った。

### パレンシア大学
パレンシア大学はスペイン最古の大学に数えられ、1208年にアルフォンソ8世によって創立された。しかし学校はアルフォンソ8世の死の前に閉校した。13世紀の詩人ゴンサロ・デ・バルセオは、パレンシア大学が開学した時代に学んだとされている。パレンシア大学の教師たちは繁栄するサラマンカ大学に惹きつけられていった。

### 後の司教座
1410年、司教サンチョ・デ・ロハスはアンテケーラの戦いで戦った。この戦いでカスティーリャ摂政フェルナンド（後のアラゴン王フェルナンド1世）が、グラナダ王ムハンマド7世を退けた。そしてカスペの妥協の際にロハスは、フェルナンドがアラゴン王位を得られるよう支援した。聖ビセンテ・フェレールはパレンシアで説教を行い、カトリックの文献が述べるところでは数千のユダヤ人を改宗させたほど成功したという。また彼はサン・サルバドルの新設病院（後にサン・アントリン病院と合併）としてシナゴーグを使うことを許可した。

## 史跡
パレンシアにはいくつかの歴史的建造物がある。カリオン川に架かる橋は3分の1は中世に再建された。市の左岸は歴史的町並みで右岸は近世に開発された。フランボワイヤン様式のゴシック建築のサン・アントリン大聖堂は1321年から1504年にかけて建てられた。その基層には低いアーチの西ゴート王国時代の地下聖堂があり、その博物館にはイサベル1世の宮廷画家フアン・デ・フランデスによる12枚のリタブロなどの美術品が収められている。考古学博物館にはケルティベリア人の陶器が収蔵されている。パレンシアは13世紀のサン・ミゲル教会とフアン・デ・バダホスによる18世紀のロココ様式のベネディクト会のサンソイロ修道院などでも有名である。

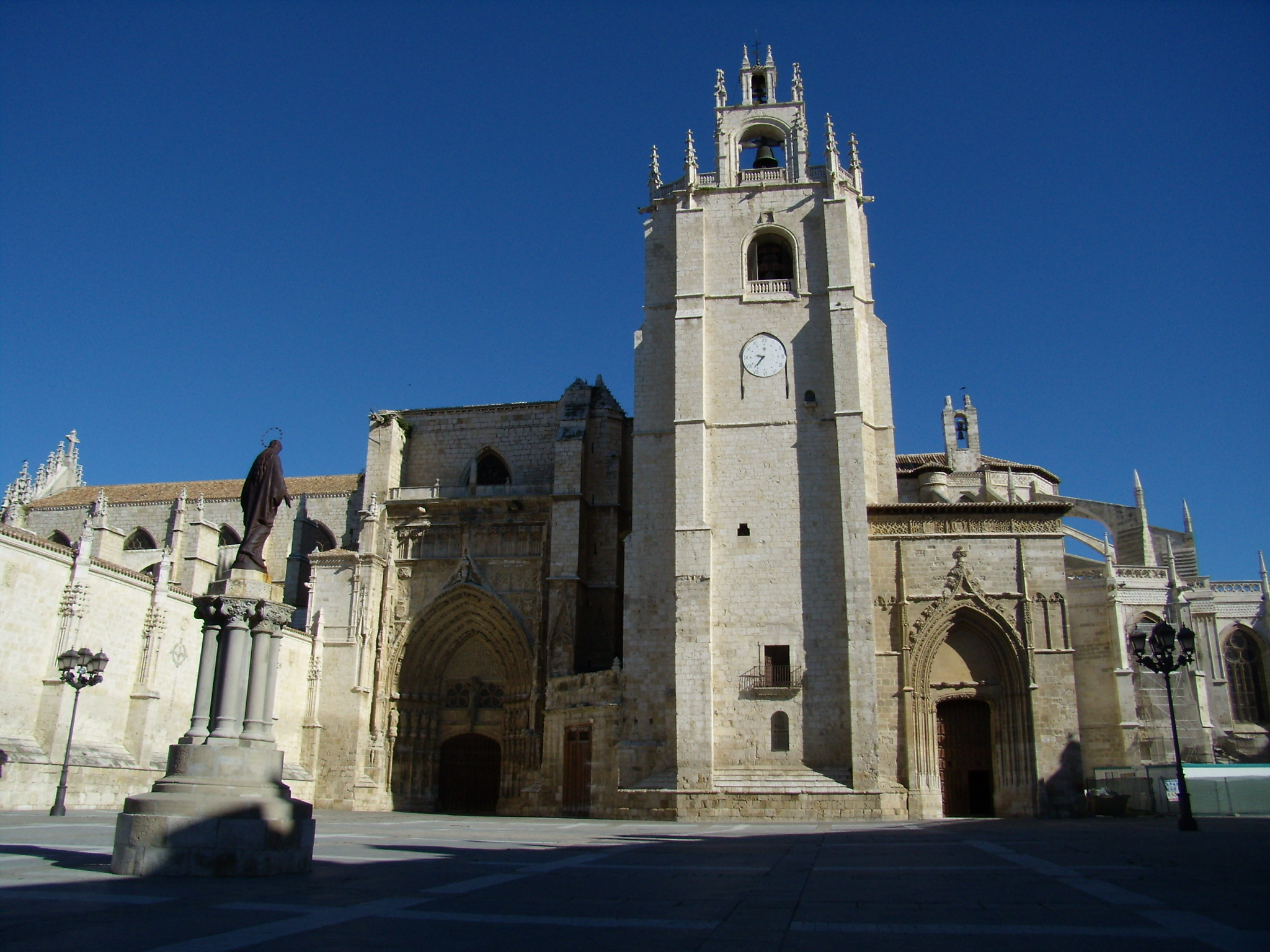
サン・アントリン大聖堂
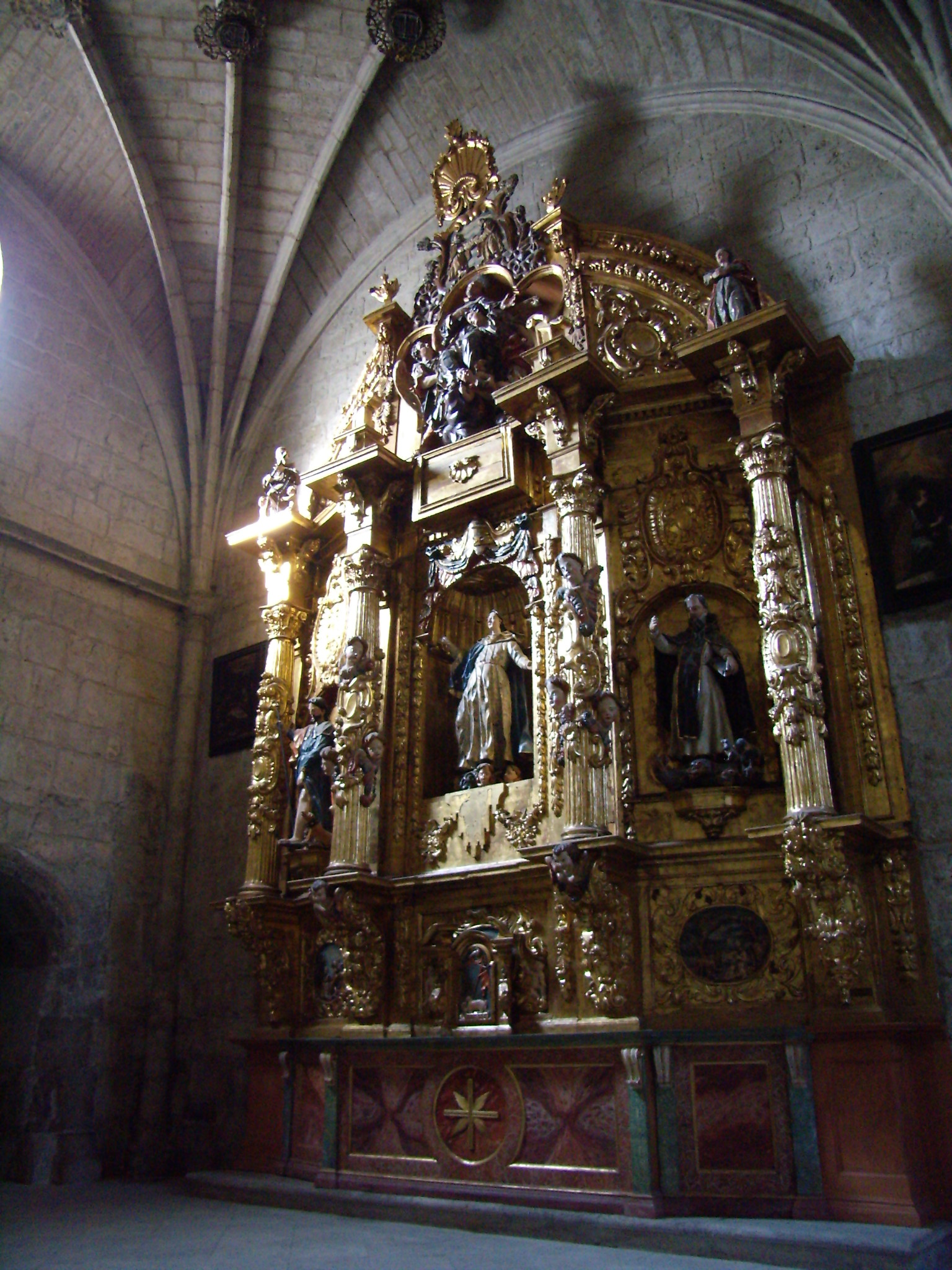
サン・ミゲル教会の祭壇

## 経済
1978年にフランスの自動車製造会社であるルノーが乗用車組み立て工場を操業しており、ルノー・12(1978年から1981年)、ルノー・18(1978年から1982年)、ルノー・9(1982年から1988年)、ルノー・11(1982年から1988年)、ルノー・19(1988年から1996年)、ルノー・21(1986年から1991年)、メガーヌ等といった同社の主力車種の生産している。2014年2月には同工場のサイト3にて400万台目のメガーヌを生産した。2015年からはカジャーの生産も行っており、日本市場向けの車両もこの工場からやってくるものがある。

## 姉妹都市
- ブールジュ、フランス